# Zikmund Vilém von Königsegg-Rothenfels
Zikmund Vilém Filip říšský hrabě z Königsegg-Rothenfelsu (německy Sigismund Wilhelm Philipp Reichsgraf von Königsegg-Rothenfels) (26. února 1663 Vídeň – 8. května 1709 Vídeň) byl německý šlechtic a diplomat ve službách Habsburků, v letech 1691–1697 byl císařským vyslancem v Dánsku. Díky sňatku byl spolumajitelem několika panství v Čechách (Humpolec, Herálec).

## Životopis
Pocházel ze starého šlechtického rodu původem ze Švábska, narodil se jako druhorozený syn říšského vicekancléře hraběte Leopolda Viléma z Königsegg-Rothenfelsu (1630–1694) a jeho manželky Marie Polyxeny ze Schärfenbergu. Již v roce 1681 byl jmenován členem říšské dvorské rady, formálně byl do úřadu uveden v roce 1689. Mezitím se stal císařským komořím a později tajným radou. V roce 1690 byl pověřen mimořádnou diplomatickou misí do Anglie, kde gratuloval Vilémovi III. k nástupu na trůn (v Londýně pobýval od února do dubna 1690). V letech 1691–1697 zastával funkci císařského vyslance v Dánsku (kvůli nepřízni počasí do Kodaně přicestoval až počátkem roku 1692). V dánském hlavním městě obýval rezidenci v ulici Købmagergade vybudovanou předchozím vyslancem Františkem Antonínem Berkou. Do roku 1694 byl Zikmund Königsegg přímým podřízeným svého otce, z dochované korespondence spíše než důležitá diplomatická jednání vyplývá početná účast na dvorských slavnostech u dánského královského dvora.
Jeho manželkou byla hraběnka Josefína Johana Filipína ze Solmsu (1663-1722), která byla dědičkou panství Herálec a Humpolec s hradem Orlík. Díky tomu získal Zikmund Vilém potvrzení hraběcího titulu pro České království a obdržel také český inkolát. Jejich manželství zůstalo bez potomstva. Ještě před manželovou smrtí prodala Josefína svá česká panství císařskému diplomatovi Michaelu Achácovi Kirchnerovi (1708).
Jeho nejstarší bratr Hugo František (1660–1720) byl biskupem v Litoměřicích (1711–1720), další bratr František Antonín (1672–1744) byl velkopřevorem Maltézského řádu v Čechách (1738–1744). Ze sourozenců nejvíce vynikl mladší bratr Josef Lothar (1673–1751), který se uplatnil jako diplomat, v armádě dosáhl hodnosti polního maršála a zastával funkci prezidenta Dvorské válečné rady.